# Уокер, Уильям
Уи́льям Уо́кер (англ. William Walker, исп. Guillermo Walker Norvell; 8 мая 1824, Нашвилл, Теннесси, США — 12 сентября 1860, Трухильо, Гондурас) — американский юрист, журналист и авантюрист, организовавший ряд военных операций в Латинскую Америку с целью создания колоний под его личным управлением. С 1856 по 1857 годы был президентом Никарагуа. Казнён в 1860 году властями Гондураса.

## Биография
В 1839 году (в возрасте 14 лет) Уокер окончил Нашвиллский университет, где изучал юриспруденцию. Затем год изучал медицину в Эдинбургском и Гейдельбергском университетах. Несколько месяцев занимался врачебной деятельностью в Филадельфии, затем переехал в Новый Орлеан, где стал заниматься журналистикой. В 1850 году Уокер переехал в Калифорнию и устроился работать в газете сначала в Сан-Франциско, а затем в Мэрисвилле, где также был практикующим адвокатом.
15 октября 1853 года он отплыл из Сан-Франциско с отрядом наёмников для захвата мексиканской территории. Уокер высадился в Нижней Калифорнии и 18 января 1854 года объявил её и соседний штат Сонора независимой республикой под своим управлением. Из-за начавшегося голода и нападений мексиканцев он вскоре вынужден был оставить это предприятие. В США он был предан суду за нарушение нейтралитета, но был оправдан и вернулся к своей журналистской деятельности в Калифорнии.
4 мая 1855 года Уокер с 56 последователями отправился в Никарагуа, где шла гражданская война и одна из враждующих фракций обратилась к нему за помощью. В октябре Уокер захватил на озере Никарагуа пароход, принадлежащий американской транспортной компании, и благодаря этому смог неожиданно захватить Гранаду, столицу противоборствующей фракции. После окончания гражданской войны президентом Никарагуа стал Патрисио Ривас, хотя реальной властью обладал Уокер, использовавший президента как марионетку. 20 мая 1856 года новое правительство Никарагуа было официально признано американским президентом Франклином Пирсом, который одобрил попытки «возродить» страну. В июне Уокер стал президентом Никарагуа, а 22 сентября с целью улучшить финансовое положение и заручиться поддержкой рабовладельческих штатов США отменил закон о запрете рабства.
В то же время два представителя транспортной компании Корнелиуса Вандербильта решили с помощью Уокера завладеть имуществом компании в Никарагуа, предложив ему взамен финансовую помощь и доставку новых рекрутов из США. Уокер помог в захвате компании, чем привёл Вандербильта в ярость, и он добился отмены признания американским правительством правящего в Никарагуа режима. Кроме того, при поддержке Вандербильта против Уокера начала войну коалиция государств Центральной Америки под руководством Коста-Рики. Уокер продержался до 1 мая 1857 года, после чего сдался американцам и был возвращён в США.
В следующие годы Уокер предпринимал несколько неудачных попыток вернуться в Центральную Америку, пока в августе 1860 года не высадился в Гондурасе. Он захватил контроль над городом Трухильо, но вскоре был окружён гондурасскими силами и заблокирован с моря британским флотом. Находясь в безвыходном положении, Уокер сдался британскому капитану Салмону, был передан властям Гондураса, осуждён и приговорён к смертной казни. 12 сентября 1860 года он был расстрелян.